# ソネット
ソネット（十四行詩、sonnet）は、14行から成るヨーロッパの定型詩。ルネサンス期にイタリアで創始され、英語詩にも取り入れられ、代表的な詩形のひとつとなった。
ソネットの形式には大きく3つのタイプがあり、それはイタリア風ソネット、イギリス風ソネット、スペンサー風ソネットである。イギリス風ソネットの中のウィリアム・シェイクスピアが用いた形式はシェイクスピア風ソネット、シェークスピア風十四行詩と呼ばれ、押韻構成は「ABAB CDCD EFEF GG」となる（「Shall I compare thee to a summer's day?」など）。
代表的なソネット作家には、ペトラルカ、シェイクスピア、ジョン・ミルトン、ウィリアム・ワーズワースなどがいる。

## 概論
「sonnet」という用語はプロヴァンス語のsonetとイタリア語のsonettoに由来する。ともに「小さな歌」という意味である。13世紀には、それは厳格な押韻構成と特定の構造を持つ14行の詩を意味するようになった。ソネットに関する取り決めは歴史とともに進化した。ソネット作家のことをSonneteerと呼ぶことがあるが、それは嘲笑的に使うことができる。近現代のソネット作家たちは単純にsonnet writersと呼ばれることを選ぶ。ソネット作家で最も有名な人物は154篇のソネットを書いたウィリアム・シェイクスピアであろう。
伝統的に、英語詩では弱強五歩格を使ってソネットを書く。ロマンス諸語では、十一音節詩行とアレクサンドランが最も広く使われている韻律である。

## イタリア風ソネット
イタリア風ソネット（Italian sonnet)またはペトラルカ風ソネット（Petrarchan sonnet）は、神聖ローマ皇帝フリードリヒ2世の回りに集ったシチリア派（en:Sicilian School）のジャコモ・ダ・レンティーニ（en:Giacomo da Lentini）とEtterによって発明された。グイットーネ・ダレッツォ（en:Guittone d'Arezzo）がそれを再発見し、トスカーナに持ち込んだ。グイットーネはトスカーナの言葉に合わせて変え、新シチリア派（1235年 - 1294年）を設立した。グイットーネはおよそ300篇のソネットを書いた。当時のイタリアの詩人では他に、ダンテ・アリギエーリ（1265年 - 1321年）、グイード・カヴァルカンティ（1255年頃 - 1300年）がソネットを書いた。しかし初期のソネット詩人で最も有名な人物はペトラルカである。
イタリア風ソネットは2つの部分から成り立っている。前半部は八行連（2つの四行連）で問いを提起する。それに続く後半部は六行連（2つの三行連）で、答えを与える。典型的に、九行目は、問題提起から解答への移行を示す「ターン（volta）」となる。問題提起/解答の構造に厳格に従わないソネットでさえ、九行目は詩の口調、雰囲気、立場の移行を示す「ターン」であることが多い。
ジャコモ・ダ・レンティーニのソネットでは、八行連の押韻構成は「a-b-a-b, a-b-a-b」だったが、後には「a-b-b-a, a-b-b-a」となり、それがイタリア風ソネットの標準となった。六行連には、「c-d-e-c-d-e」か「c-d-c-c-d-c」の二つがあって、やがて、「c-d-c-d-c-d」という変化形も採用された。
英語詩のソネットを最初に書いたのは、サー・トマス・ワイアットとサリー伯ヘンリー・ハワードで、イタリアの押韻構成を用いた。同様にイタリア風ソネットを書いた詩人たちには、ジョン・ミルトン、トマス・グレイ、ウィリアム・ワーズワース、エリザベス・バレット・ブラウニングらがいる。18世紀初期のアメリカ合衆国の詩人エドナ・セント・ヴィンセント・ミレイもイタリア風ソネットを多く書いた。
When I consider how my light is spent (a)
Ere half my days, in this dark world and wide, (b)
And that one talent which death to hide, (b)
Lodged with me useless, though my soul more bent (a)
To serve therewith my Maker, and present (a)
My true account, lest he returning chide; (b)
"Doth God exact day-labor, light denied?" (b)
I fondly ask; but Patience to prevent (a)
That murmur, soon replies, "God doth not need (c)
Either man's work or his own gifts; who best (d)
Bear his mile yoke, they serve him best. His state (e)
Is Kingly. Thousands at his bidding speed (c)
And post o'er land and ocean without rest; (d)
They also serve who only stand and wait." (e)
-- ジョン・ミルトン『On His Blindness』

## イギリス風ソネット
16世紀初期にソネットをイングランドにもたらしたのはトーマス・ワイアットだった。ワイアットならびに同時代人のサリー伯のソネットは主としてイタリア語のペトラルカ、フランス語のピエール・ド・ロンサールの翻訳だった。ワイアットがソネットをイングランドに紹介している一方で、サリー伯は英語のソネットの特徴となる押韻構成、韻律、四行連への分割、などを行った。フィリップ・シドニーの『アストロフェルとステラ』（1591年）は、ソネット連作を大変流行させた。続く20年間に、シェイクスピア、エドマンド・スペンサー、マイケル・ドレイトン（en:Michael Drayton）、サミュエル・ダニエル（en:Samuel Daniel）、ブルック男爵フルク・グレヴィル（en:Fulke Greville, 1st Baron Brooke）、ウィリアム・ドラモンド・オブ・ホーソーンデン（en:William Drummond of Hawthornden）など多くの詩人たちがソネット連作を発表した。それらのソネットは基本的にペトラルカの伝統にインスパイアされていて、一般に詩人の女性への愛情を扱っていた。ただしシェイクスピアのソネット連作は例外だった。17世紀にはソネットは他のテーマのためにも書かれるようになり、たとえばジョン・ダンやジョージ・ハーバートは宗教的ソネットを、ジョン・ミルトンは瞑想的な詩としてソネットを使用した。シェイクスピアとペトラルカなどの押韻構成はこの時代を通して人気があった。
ソネットの流行は王政復古期には時代遅れになり、1670年からワーズワースの時代までソネットはほとんど書かれなくなった。ソネットが復活したのはフランス革命の時だった。ワーズワースは数篇のソネットを書き、その中でも最も有名なのが『The world is too much with us』（en:The world is too much with us）とミルトンに向けたソネットである。ワーズワースのソネットは基本的にミルトンのものを手本にしている。ジョン・キーツとパーシー・ビッシュ・シェリーもソネットを書いた。キーツのソネットは部分的にシェイクスピアにインスパイアされた公式かつ修辞的なパターンを用いた。一方シェリーはラディカルに革新し、『オジマンディアス』（en:Ozymandias）というソネットではシェリー独自の押韻構成（「ABABACDCEDEFEF」）を創造した。19世紀を通してソネットは書かれたが、エリザベス・バレット・ブラウニングの『Sonnets from the Portuguese』（en:Sonnets from the Portuguese）とダンテ・ゲイブリエル・ロセッティのソネットの他には、成功した伝統的ソネットはあまりなかった。ジェラード・マンリ・ホプキンスも（しばしばスプラング・リズムで）ソネットを書いた。その中でも最良のものは『The Windhover』で、さらに10-1/2行のカータル・ソネット（後述）の『Pied Beauty』や、24行のコーデイト・ソネット（後述）の『That Nature is a Heraclitean Fire』などの変化形のソネットを書いた。19世紀の終わりになると、ソネットは柔軟性のある多目的形式に応用されるようになっていた。
この柔軟性は、20世紀にさらに広げられた。モダニストの時代の詩人では、ロバート・フロスト、エドナ・セント・ヴィンセント・ミレイ、E・E・カミングスがソネットを書いた。ウィリアム・バトラー・イェイツも半韻を用いたソネット『Leda and the Swan』（en:Leda and the Swan#In poetry）を書いた。ウィルフレッド・オーエンのソネット『死すべき定めの若者のための賛歌』（en:Anthem for Doomed Youth）も20世紀初期のソネットである。W・H・オーデンはその生涯を通じて2つのソネット連作と数篇のソネットを書いて、押韻構成の幅を相当に広げた。また、オーデンの『The Secret Agent』（1928年）は英語で書かれた最初の押韻されていないソネットである。半韻、韻のない、さらには韻律のないソネットが1950年以降とても人気になった。そのジャンルでおそらく最も知られているのは、シェイマス・ヒーニーの『Glanmore Sonnets』と『Clearances』（両方とも半韻を使っている）と、ジェフリー・ミル（en:Geoffrey Hill）の中期のソネット連作『An Apology for the Revival of Christian Architecture in England』であろう。しかし、1990年代は形式主義者が復活したようで、ここ10年ほどは伝統的なソネットがいくつか書かれている。

### シェイクスピア風ソネット
ところでイタリア風ソネットの導入後まもなく、イングランドの詩人たちは完全にネイティヴな形式への発展をしはじめた。その詩人たちとは、サー・フィリップ・シドニー、マイケル・ドレイトン、サミュエル・ダニエル、サリー伯の甥にあたるオックスフォード伯エドワード・ド・ヴィアー、それにシェイクスピアなどである。この詩形はシェイクスピア風ソネットまたはシェイクスピア風十四行詩（Shakespearean sonnet）と呼ばれるが、シェイクスピアが最初にこの形式を作ったからではなく、シェイクスピアが有名な使い手だったからである。この詩形は3つの四行連と1つの二行連から成り立っている。三番目の四行連は一般に、予想できない急激なテーマの、あるいは、イマジスティックな「ターン（volta）」を提示する。一般的な押韻構成は「a-b-a-b, c-d-c-d, e-f-e-f, g-g」である。くわえて、弱強五歩格で書かれている。これは1行に10、もしくは11か9の音節があり、音節は1つおきにアクセントが弱く・強くなる（イアンボス参照）。ソネットは14行でなければならず、最後の2行は（例外があるかも知れないが）押韻された結末を持っている。シェイクスピアのソネットでは、二行連は普通詩のテーマを簡潔に述べるか、あるいは、そのテーマに新鮮な見方を提示する。
Let me not to the marriage of true minds (a)
Admit impediments, love is not love (b)
Which alters when it alteration finds, (a)
Or bends with the remover to remove. (b)
O no, it is an ever fixed mark (c)
That looks on tempests and is never shaken; (d)
It is the star to every wand'ring bark, (c)
Whose worth's unknown although his height be taken. (d)
Love's not time's fool, though rosy lips and cheeks (e)
Within his bending sickle's compass come, (f)
Love alters not with his brief hours and weeks, (e)
But bears it out even to the edge of doom: (f)
If this be error and upon me proved, (g)
I never writ, nor no man ever loved. (g)
-- シェイクスピア『ソネット集』116番

## ソネットの変化形

### コーデイト・ソネット
コーデイト・ソネット（caudate sonnet）はソネットの拡張ヴァージョン。ソネットの標準形式である14行の後に、コーダ（ラテン語：cauda、「尾」の意味）が続く。この名称はコーダから取られている。
この形式を発明したのはフランチェスコ・ベルニ（en:Francesco Berni）だと信じられている。『Princeton Encyclopedia of Poetry』によると、この形式は風刺にもっとも多く使われる。たとえば、ジョン・ミルトンの『On the New Forcers of Conscience Under the Long Parliament』がその顕著な例である。
ジェラード・マンリ・ホプキンスは『That Nature is a Heraclitean Fire』でこの形式を使ったが、風刺的な雰囲気は少なかった。この詩はホプキンスがソネット形式のヴァリエーションを実験した多くのものの1つである。しかし、curtal sonnetと違って、ホプキンスのコーデイト・ソネットはコーダ部分の6行が追加されている他は従来のソネット形式を変えてはいない。ホプキンスは14行目と15行目を句またがりにすることで、拡張の効果を引き立たせた。
ホプキンスはロバート・ブリッジス（en:Robert Bridges）との手紙のやりとりの中で、このようなコーダの可能性を探った。ブリッジスがこの形式のミルトンの例をホプキンスに教えた。目的はミルトンの風刺的使用とは異なるが、詩の終わりに安定を追加するコーダの効果は似通っている。

### カータル・ソネット
カータル・ソネット（curtal sonnet）は、ジェラード・マンリ・ホプキンスが発明した詩形で、ホプキンスは3つの詩でそれを使っている。
カータル・ソネットは11行、正確には10 1/2行から成るソネットである。イタリア風ソネット（ペトラルカ風ソネット）を、そのままの比率で、厳密に3/4に圧縮している。従来のソネットの前半の八行連はカータル・ソネットでは六行連に、従来の後半の六行連部は四行連プラス1/2行の「tail piece」に変換される。ホプキンスは最終行を1/2行と言ったが、実際にはホプキンスお得意のスプラング・ライン行の半分よりも短いかも知れない。『Poems』（1876年 - 1889年）の序文で、ホプキンスはイタリア風ソネットとカータル・ソネットの関係を数学的に表した。もし、イタリア風ソネットが、8+6=14としたら、次のようになる。
{\displaystyle {12 \over 2}+{9 \over 2}={21 \over 2}=10{1 \over 2}}
ホプキンスがこの詩形で作った詩は、『Pied Beauty』、『Peace』、『Ash Boughs』である。
| Glory be to God for dappled things— For skies of couple-colour as a brinded cow; For rose-moles all in stipple upon trout that swim; Fresh-firecoal chestnut-falls; finches' wings; Landscape plotted and pieced—fold, fallow, and plough; And áll trádes, their gear and tackle and trim. | {\displaystyle {12 \over 2}=6}           |
| All things counter, original, spare, strange; Whatever is fickle, freckled (who knows how?) With swift, slow; sweet, sour; adazzle, dim; He fathers-forth whose beauty is past change: Praise him.                                                                                         | {\displaystyle {9 \over 2}=4{1 \over 2}} |

-- 『Pied Beauty』（数字の部分はイタリア風ソネットの比例を示すもので、元々の詩にはない）
文芸評論家たちは一般的にカータル・ソネットを、ホプキンスが信じていたほど、ソネット形式の解釈としての新しい詩形ではないと考えている。エリザベス・W・シュナイダーは、カータル・ソネットはすべてのソネットの数学的比率に対するホプキンスの真剣な興味を表していると述べている。ロイス・ピッチフォードはホプキンスの3つの詩に対して徹底的な分析を行っている。以降、カータル・ソネットは時々使われたこともあったが、もっぱら目新しさからで、ホプキンスの真面目な使い方とは対照的である。

### crown of sonnets
crown of sonnetsまたはsonnet coronaは、連続するソネットで、通常、単一のテーマに関係する/あるいはしない特定の人物に宛てられる。
各々のソネットはテーマのある面を探り、前のソネットの最後の行と、後のソネットの最初の行を繰り返すことでリンクさせる。さらに、最後のソネットの最後の行が最初のソネットの最初の行に繰り返されることで、全体で円環を成す。ソネットは全部で7つから成っている。
有名な例はジョン・ダンの『冠（La Corona）』で、この形式の名称はその詩の題名に由来している。他には、レディー・メアリー・ロース（en:Lady Mary Wroth）の『A Crown of Sonnets Dedicated to Love』もある。
crown of sonnetsのより進歩した形式はsonnet redoubléまたはheroic crownと呼ばれ、15のソネットから成る。ソネット間のリンクは上記と同じだが、最後のソネットは直前のソネットの最終行を最初の行で繰り返した後に、他のソネットの最初の行を順番に並べた結合ソネットとなっている。ヤロスラフ・サイフェルトはプラハについて書いた感傷的なソネット『Věnec sonetů』でこの形式を使った。マリリン・ネルソンの児童書『A Wreath for Emmett Till』（2005年）も同じ形式で書かれている。他にも、マリリン・ハッカー（en:Marilyn Hacker）、Linda Beirds、Andrea Carter Brown、Robert Darling、Moira Egan、Jenny Factor、アンドレイ・クリロフ（en:Andrei Krylov (musician)）、Julie Fay、Marie Ponsot、Marilyn Taylor、Kathrine Varnesなどが近年出版している。

### オネーギン・スタンザ
オネーギン・スタンザ、オネーギン連（Onegin stanza）またはPushkin sonnetは、アレクサンドル・プーシキンが『エヴゲーニイ・オネーギン』で発明した詩形。『エヴゲーニイ・オネーギン』は小説だが、弱強四歩格の韻文で（ほとんど）書かれている。押韻構成は「aBaBccDDeFFeGG」で、小文字の部分は女性韻、大文字の部分は男性韻を示している。
イタリア風ソネット（ペトラルカ風ソネット）やシェイクスピア風ソネットのような伝統的詩形と違って、オネーギン・スタンザは四行連や二行連に細かくはっきりと分けることはできない。分割の方法はさまざまである。たとえば最初の4行は、四行連になることもあれば、続く2行を合わせて六行連になることもある。この柔軟性は作者に、決まった押韻構成によりもたらされる統一感を維持しつつも、意味上のセクションをソネットからソネットにどう分けるかを変更する自由をこれまで以上に与える。さらに弱強四歩格で書くことは、ソネットで多く使われている弱強五歩格以上の強い動感をスタンザに与える。
ジョン・ストールワージー（en:Jon Stallworthy）の『The Nutcracker』（1987年）や、ヴィクラム・セート（en:Vikram Seth）の小説『The Golden Gate』（1986年、en:The Golden Gate (novel)）はオネーギン・スタンザを全面的に使って書かれている。

## 現代のソネット
自由詩の出現で、ソネットはいささか時代遅れに見られ、詩人の各派の中でも使用されなくなった。しかし、ウィルフレッド・オーエン、ジョン・ベリマン（en:John Berryman）、エドウィン・モーガン（en:Edwin Morgan）、ロバート・フロスト、エドナ・セント・ヴィンセント・ミレイ、E・E・カミングス、ホルヘ・ルイス・ボルヘス、パブロ・ネルーダ、ジョアン・ブロッサ（en:Joan Brossa）、ライナー・マリア・リルケ、シェイマス・ヒーニーといった多くの20世紀の詩人たちがこの詩形を使い続けている。アメリカ合衆国の新形式主義（en:New Formalism）運動も現代のソネットへの関心に貢献した。
近代日本では蒲原有明が初めて紹介したが、音韻体系が全く異なる日本語とはうまく合わず、立原道造らが行数を取り入れたにとどまる。その後は福永武彦らのマチネ・ポエティクが本格的な日本語ソネットの創作を試みたが、三好達治による厳しい批判を受け、日本語ソネットの試みは頓挫した。

### コーデイト・ソネット
- Text of Milton's "On the New Forces of Conscience"

### crown of sonnets
- Corona of sonnets described on Guide to Verse forms
- A sonnet redoublé On Women by Jan Křesadlo
- The Gift a sonnet redoublé by Seanan McGuire and Batya Wittenberg
- A collaborative sonnet crown What Lips

### オネーギン・スタンザ
- Tetrameter.com A website featuring work written in tetrameter by various poets
  - On Translating Eugene Onegin ウラジーミル・ナボコフがオネーギン・スタンザで書いた詩（英語）
  - Selections from The Golden Gate